# Wereldwijd orkest
Wereldwijd orkest is een single van het Metropole Orkest onder leiding van haar dirigent Vince Mendoza.
Het is een op zichzelf staande single. Het Metropole Orkest reageerde met deze single op de bezuinigingen die het kabinet-Rutte I van plan was door te voeren binnen het Omroepbestel. Door die bezuinigingen was het Muziekcentrum van de Omroep genoodzaakt een of meerdere orkesten af te stoten dan wel op te heffen. Het in brede kringen gewaardeerde Metropole Orkest leek daarvan de dupe te worden. Een keur aan artiesten zong mee: Edsilia Rombley, Trijntje Oosterhuis, Leonie Meijer, 3JS, Jennifer Ewbank, Ruth Jacott, Paul de Munnik, Giovanca, Hind, Los Angeles: The Voices, Glennis Grace, Karin Bloemen en Lee Towers. Op 26 november 2011 kwam het nummer binnen op de eerste plaats van de Single Top 100.
Op 28 november 2011 trad het gehele orkest met Ewbank, Hind, Meijer en Towers (tevens aan tafel) aan bij Pauw & Witteman, waarbij er dus geen plaats (meer) was voor publiek.

## Hitnotering

### Nederlandse Top 40
| Hitnotering: 03-12-2011 t/m 24-12-2011 | Hitnotering: 03-12-2011 t/m 24-12-2011 | Hitnotering: 03-12-2011 t/m 24-12-2011 | Hitnotering: 03-12-2011 t/m 24-12-2011 | Hitnotering: 03-12-2011 t/m 24-12-2011 | Hitnotering: 03-12-2011 t/m 24-12-2011 |
| Week:                                  | 1                                      | 2                                      | 3                                      | 4                                      |                                        |
| -------------------------------------- | -------------------------------------- | -------------------------------------- | -------------------------------------- | -------------------------------------- | -------------------------------------- |
| Positie:                               | 14                                     | 12                                     | 19                                     | 34                                     | uit                                    |

### NederlandseSingle Top 100
| Hitnotering: 26-11-2011 t/m 31-12-2011 | Hitnotering: 26-11-2011 t/m 31-12-2011 | Hitnotering: 26-11-2011 t/m 31-12-2011 | Hitnotering: 26-11-2011 t/m 31-12-2011 | Hitnotering: 26-11-2011 t/m 31-12-2011 | Hitnotering: 26-11-2011 t/m 31-12-2011 | Hitnotering: 26-11-2011 t/m 31-12-2011 | Hitnotering: 26-11-2011 t/m 31-12-2011 |
| Week:                                  | 1                                      | 2                                      | 3                                      | 4                                      | 5                                      | 6                                      |                                        |
| -------------------------------------- | -------------------------------------- | -------------------------------------- | -------------------------------------- | -------------------------------------- | -------------------------------------- | -------------------------------------- | -------------------------------------- |
| Positie:                               | 1                                      | 2                                      | 8                                      | 19                                     | 48                                     | 88                                     | uit                                    |